# ستيف ماكوري
ستيف ماكوري (بالإنجليزية: Steve McCurry)‏ (من مواليد 23 أبريل 1950 في فيلادلفيا، بنسلفانيا) مصور صحفي أمريكي اشتهر بفضل صورة فوتوغرافية التقطها خلال تغطيته أوضاع اللاجئين الافغان لتعرف الصورة فيما بعد بـ«الفتاة الأفغانية» التي ظهرت أولاً في مجلة ناشيونال جيوغرافيك، قام ماكوري بتصوير العديد من المهام لصالح ناشيونال جيوغرافيك وكان عضوًا في جمعية ماغنوم فوتوز منذ عام 1986. حصل ماكوري على العديد من الجوائز، بما في ذلك مجلة مصور العام، التي تمنحها الرابطة الوطنية للمصورين الصحفيين؛ الميدالية المئوية للجمعية الملكية للتصوير الفوتوغرافي؛ واثنين من جوائز المركز الأول في مسابقة الصور الصحفية العالمية (1985 و 1992).

## بداية مسيرته
ماكوري بدأ دراسة السينما وصناعة الأفلام السينمائية التاريخية في ولاية بنسلفانيا في عام 1968 , وانتهى به المطاف بالحصول على شهادة البكالوريوس في الفنون المسرحية
وتخرج بامتياز عام 1974 , أصبح مهتماً جداً في التصوير الفوتوغرافي عندما بدأ يلتقط صوراً لصحفية اليومية لطلاب الكلية بجامعة ولاية بنسلفانيا

## مسيرته المهنية
بدأ مسيرته مع التصوير الصحفي لتغطيته الحرب السوفياتية في أفغانستان، ماكوري أخفى نفسه في اللباس المحلي أخفى فلمه بالخياطة عليه داخل ملابسه،
صوره كانت بين أوائل الصور المتنازع عليها ونشرت على نطاق واسع، تغطياته فازت بالميدالية روبرت كابا الذهبية كأفضل مراسلا صحفي في لتصوير الفوتوغرافي في الخارج.
تابع ماكوري تغطيته للصراعات الدولية، بما في ذلك الحرب العراقية-الأيرانية، الحرب الأهلية اللبنانية، كمبوديا، الفلبين، حرب الخليج، الحرب السوفيتية في أفغانستان، وقد بزر عمل ماكوري في جميع أنحاء العالم في المجلات وأنه مساهم بشكل متكرر في ناشيونال جيوغرافيك، وكان عضو في صور ماغنوم منذ عام 1986 .

## الفتاة الأفغانية
الصور التي عرف بها ماكاري «الفتاة الأفغانية»، هي صورة لفتاة أفغانية مجهولة الهوية من اللاجئين البشتون والتي كان يقدرعمرها وقت التقاط الصورة لها 12 عاماً تقريباًً، الفتاة الأفغانية أجبرت على ترك وطنها في أفغانستان أثناء الحرب السوفيتية إلى مخيم لاجئين الأفغان في باكستان عام 1984، وعرفت الصورة بأنها «الصورة الأكثر شهرة عالمياً» في تاريخ مجلة ناشيونال جيوغرافيك حيث لفتت الصورة الانتباه واكتسبت شهرية عالمية بعد نشرها للمرة الأولى كصورة لغلاف مجلة ناشيونال جيوغرافيك عدد يونيو 1985, كما تم استخدام الصورة على نطاق واسع في منظمة العفو الدولية ضمن الكتيبات والملصقات والتقاويم.
وظلت هوية «فتاة الأفغانية» مجهولة لأكثر من 15 عاما حيث أصبح لزاما بعد تلك الأهمية الكبيرة التي حققتها الصورة معرفة صاحبتها، وبالتحديد في يناير عام 2002 تمكن ماكوري وفريق ناشيونال جيوغرافيك
من التعرف على المرأة صاحبة الصورة وتحديد مكان تواجدها وتدعى شربت غله الشخصية الحقيقة والتي كانت في الثلاثين من عمرها وقت العثور عليها.
ستيف ماكوري صورا في فيلم وثائقي تلفزيوني بعنوان " The Face of the Human Condition " (2003), بواسطة المخرج الفرنسي الحائز على جائزة كمنتج لأفلام الوثائقية دينيس دلسكيت.

## جوائز
- 1987 - وسام الشرف لتغطية الثورة الفلبينية عام 1986، الفلبين، جمعية مصورين أخبار البيت الأبيض[3]

### اقتباسات ستيف ماكوري
«في الهند على وجه الخصوص، حيث الملايين من الناس لا يمتلكون منزل إلا الشوارع، كل حدث في الحياة يتم علناً: الصلاة، الأكل، النوم، التمريض، وتطبيب الأسنان، في الغرب العلماني، حيث ليس هناك ما هو مقدس، كل شيء يتم في الخفاء، حتى الآن في آسيا حيث لا شيء يتم في الخفاء كل شيء مقدس».
«مثل معظم المصورين، أنا مفتتن بالناس بكل حالاتهم اليومية»، وقال ستيف ماكوري المصور الصحفي لآفاق النشر
«إن العمل الذي أقوم به هو في الغالب تجول ومراقبة الطبيعة البشرية والنشاط البشري، العمل، اللعب وأوقات الفراغ. مثل ما تقوم أنت بالتجول في شوارع الصين والهند ونيويورك، أين يكن، من الممتع التقاط صور الناس وهم يقومون بأشياء بسيطة».

## وصلات خارجية
- ستيف ماكوري على موقع IMDb (الإنجليزية)
- ستيف ماكوري على موقع مونزينجر (الألمانية)
- ستيف ماكوري على موقع ديسكوغز (الإنجليزية)
- ستيف ماكوري على موقع قاعدة بيانات الفيلم (الإنجليزية)

- Steve McCurry's Official web site (with image galleries)
- Steve McCurry's gallery at photographic agency "Sudest57" web site
- Capturing the Face of Asia - Interview with Steve McCurry in June 2007 by European Culture and Arts online Magazine "Culturekiosque"
- I Visualize Photo Possibilities Wherever I Am - Interview with Steve McCurry in August 2009 by Indian photography web site "Fotoflock.com"
- One on One with Riz Khan على يوتيوب- Al Jezeera interview by Riz Khan on his work